# 加藤威
加藤 威（かとう たけし、昭和9年（1934年）1月26日 - ）は日本の実業家。加藤商事社長。
元加藤商事会長加藤章の次男。兄は元三井銀総合研究所社長加藤裕。

## 経歴・人物
鳥取県米子市出身。加藤章の次男。家業は建設資材卸売業。
昭和35年（1960年）慶應義塾大学経済学部卒業、同年加藤豊吉商店勤務。昭和39年（1964年）加藤商事専務取締役に就任（加藤豊吉商店を吸収合併）。
昭和52年（1977年）山陰生コンクリート代表取締役社長、昭和55年（1980年）加藤商事代表取締役社長、昭和56年（1981年）白兎生コン代表取締役社長、昭和57年（1982年）赤碕生コン代表取締役社長に各々就任。
趣味は読書、カメラ、旅行。住所は米子市明治町。

## 家族

### 加藤家
（愛知県、鳥取県米子市茶町・米子市万能町・米子市明治町・米子市祇園町）
- 妻[2]
- 長男・宏[2]（加藤商事常務）
- 長女[2]

## 著書
- 『父よ静かに眠れ』（山陰経済新聞社、平成7年刊行） - 父加藤章の生涯を回想した